# Burgstall Alte Schanze
Der Burgstall Alte Schanze ist eine abgegangene hoch- oder spätmittelalterliche Niederungsburg auf 538 m ü. NHN unmittelbar nördlich von Badberg, einem Gemeindeteil der Gemeinde Lengdorf im Landkreis Erding in Bayern. Neben dem Burgstall Alte Schanze befinden sich in unmittelbarer Nähe noch die beiden Burgställe Turmhügel Badberg und Burgstall Badberg.
Die Anlage wird als Bodendenkmal unter der Aktennummer D-1-7738-0011 als „verebneter Burgstall des hohen oder späten Mittelalters ("Alte Schanze")“ geführt.